# Шведска на Европском првенству у атлетици у дворани 1972.
Шведска је учествовала на 3 Европском првенству у дворани 1972. одржаном у Греноблу, Француска, 11. и 12. марта. У свом  трећем учешћу на европским првенствима у дворани репрезентацију Шведске представљало је 6 спортиста (3 мушкарца и 3 жнене) који су се такмичили у исто тоико дисциплина.
Најуспешнији шведски стлетичар поново је био скакач мотком, Ханс Лагерквист са освојеном сребрном медаљом.
Са једном сребрном медаљом Шведска је у укупном пласману делила 10. место са Швајцарском од 14 земаља које су на овом првенству освојиле медаље, односно 23 земље учеснице.
У табели успешности према броју и пласману такмичара који су учествовали у финалним такмичењима (првих 8 такмичара) Шведска је са 2 учесника у финалу и 12 бодова била 15. од 23 земље учеснице, односно све су имале представнике у финалу.
| Плас. | Земља   | 1. место | 2. место | 3. место | 4. место | 5. место | 6. место | 7. место | 8. место | Бр. финал. - Бод. |
| ----- | ------- | -------- | -------- | -------- | -------- | -------- | -------- | -------- | -------- | ----------------- |
| 15.   | Шведска | −        | 1 − 7    | −        | 1 − 5    | −        | −        | −        | −        | 2 − 12            |

## Учесници
| Бр. | Дисциплина   | Мушкарци            | Жене             | Укупно |
| --- | ------------ | ------------------- | ---------------- | ------ |
| 1.  | 50 м         |                     | Линда Хаглунд    | 1      |
| 2.  | 400 м        |                     | Маргарета Ларсон | 1      |
| 3.  | 50 м препоне | Кристер Клерселијус | Гунхилд Олсон    | 2      |
| 4.  | Скок увис    | Јан Далгрен         |                  | 1      |
| 5.  | Скок мотком  | Ханс Лагерквист     |                  | 1      |
|     | Укупно (5)   | 3                   | 3                | 6      |

## Освајачи медаља
- Сребро

1. Ханс Лагерквист — Скок мотком

## Резултати

### Мушкарци
| Атлетичар           | Дисциплина   | Лични рекорд | Квалификације | Квалификације | Полуфинале           | Полуфинале           | Финале               | Финале  | Детаљи |
| Атлетичар           | Дисциплина   | Лични рекорд | Резултат      | Место         | Резултат             | Место                | Резултат             | Место   | Детаљи |
| ------------------- | ------------ | ------------ | ------------- | ------------- | -------------------- | -------------------- | -------------------- | ------- | ------ |
| Кристер Клерселијус | 50 м препоне |              | 6,84 НРД      | 4, у гр, 2    | Није се квалификовао | Није се квалификовао | Није се квалификовао | 19./23  |        |
| Јан Далгрен         | скок увис    |              |               |               |                      |                      | 2,17 ЛРд             | 4. / 15 |        |
| Ханс Лагерквист     | скок мотком  |              | 5,40          |               |                      |                      |                      |         |        |

### Жене
| Атлетичарка      | Дисциплина   | Лични рекорд | Квалификације | Квалификације | Полуфинале            | Полуфинале            | Финале                | Финале   | Детаљи |
| Атлетичарка      | Дисциплина   | Лични рекорд | Резултат      | Место         | Резултат              | Место                 | Резултат              | Место    | Детаљи |
| ---------------- | ------------ | ------------ | ------------- | ------------- | --------------------- | --------------------- | --------------------- | -------- | ------ |
| Линда Хаглунд    | 50 м         |              | 6.62          | 5 у гр. 2     | Није се квалификовала | Није се квалификовала | Није се квалификовала | 19. / 10 |        |
| Маргарета Ларсон | 400 м        |              | 55,43         | 3 у гр. 1 ќв' | 55,75                 | 3 у пф. 2             | Није се квалификовала | 7. / 9   |        |
| Гунхилд Олсон    | 50 м препоне |              | 7,29 НРд      | 5 у гр. 2     | Није се квалификовала | Није се квалификовала | Није се квалификовала | 17. / 22 |        |

## Биланс медаља Шведске после 3. Европског првенства у дворани 1970—1972.
|     | ЕП     |   |   |   |   | УП   |
| 1.  | 1970.  | 0 | 1 | 0 | 1 | = 10 |
| 2.  | 1971.  | 0 | 1 | 1 | 2 | 9    |
| 3.  | 1972.  | 0 | 1 | 0 | 1 | = 10 |
| 1—3 | Укупно | 0 | 3 | 1 | 4 | 11   |

|    | Атлетичар/ка |   |   |   |   |
| 1. | Ћел Исаксон  | 0 | 2 | 0 | 2 |
| -- | ------------ | - | - | - | - |

## Шведски освајачи медаља после 3. Европског првенства 1970—1972.
|    | Атлетичар/ка    | м | ж | ЕП       | Дисциплина |   |   |   |   | УП    |
| -- | --------------- | - | - | -------- | ---------- | - | - | - | - | ----- |
| 1. | Ћел Исаксон (1) | м |   | 1970.    | мотка      |   |   |   |   | = 10. |
| 2. | Ћел Исаксон /2) | м |   | 1971.    | мотка      |   |   |   |   |       |
| 3. | Рики Брух       |   | ж | 1971.    | кугла      |   |   |   |   | 9.    |
| 4. | Ханс Лагерквист | м |   | 1972.    | мотка      |   |   |   |   | = 10. |
|    | Укупно          | 4 | 0 | 1970—73. |            | 0 | 3 | 1 | 4 | 11.   |